# Minicomputador
Na informática, o minicomputador é um sistema computacional intermediário entre o grande mainframe (por exemplo o System/360, da IBM) e o computador pessoal. Modernamente, o minicomputador foi substituído por workstation, sistema de médio alcance, e servidor (que prestam serviços a outros sistemas computacionais). Na década de 1960 houve o crescimento fenomenal do minicomputador, iniciando com o fenômeno de vendas DEC PDP-1 originando uma nova indústria.
A empresa pioneira na tecnologia dos minicomputadores foi a DEC (Digital Equipment Corporation), vendida em 1998 para a Compaq. Dentre os maiores sucessos da DEC esta o: PDP-1 (Programmable Data Processor 1, com menos de 5% do preço do 7094 e com velocidade semelhante); PDP-8, e; PDP-11 (primeiro computador de 16 bits da DEC).

## História

### Definição
O termo "minicomputador" foi desenvolvido na década de 1960 para descrever os computadores menores que se tornaram possíveis com o uso de transistores e tecnologias de memória central, conjuntos de instruções mínimos e periféricos mais baratos, como o onipresente Teletype Model 33 ASR. Eles geralmente ocupavam um ou alguns gabinetes de rack de 19 polegadas, em comparação com os grandes mainframes que podiam encher uma sala.

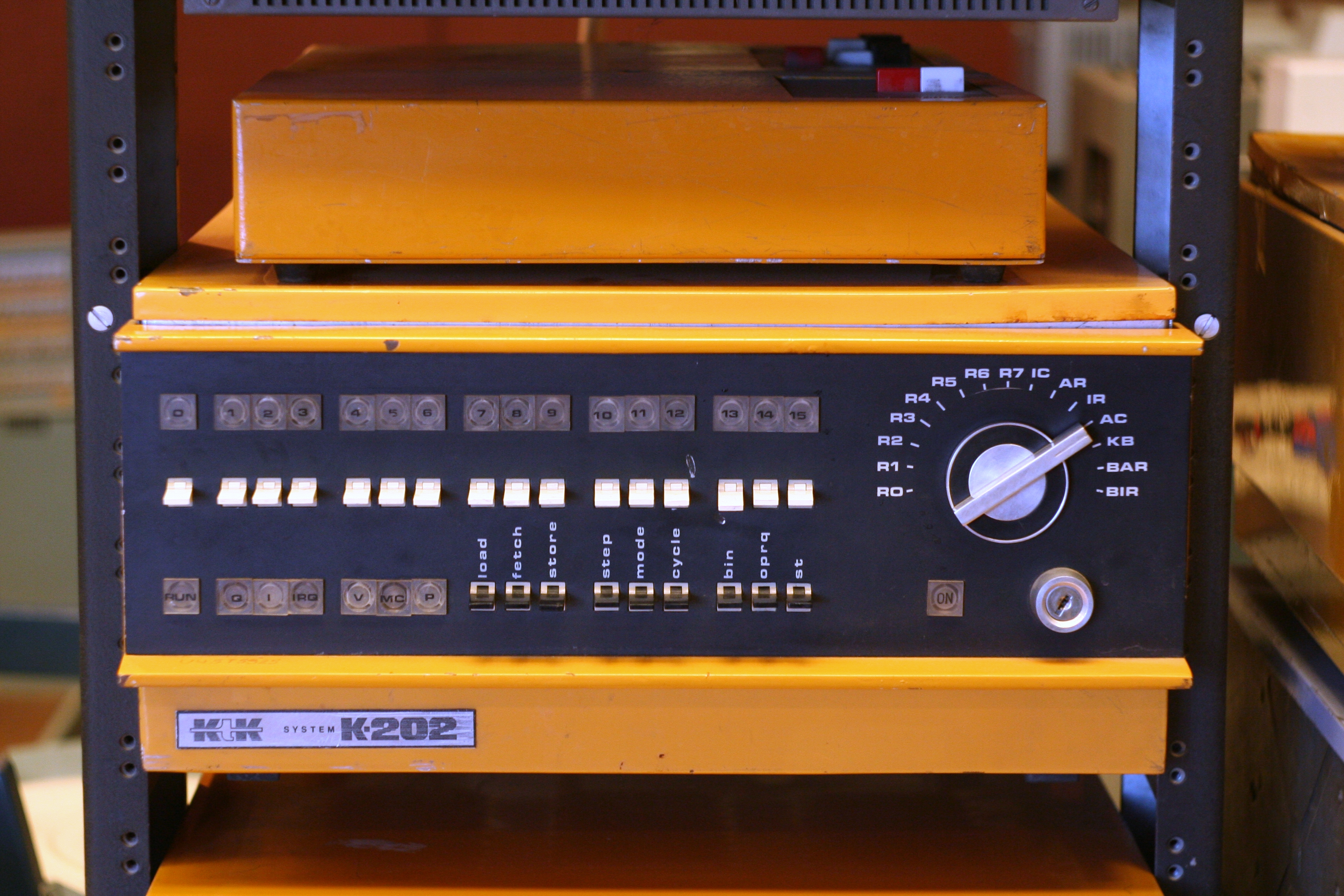
O minicomputador K-202.

Em termos de potência computacional relativa em comparação com os mainframes contemporâneos, pequenos sistemas semelhantes a minicomputadores estavam disponíveis desde a década de 1950. Em particular, havia uma classe inteira de drum machines, como o UNIVAC 1101 e o LGP-30, que compartilhavam alguns recursos da classe dos minicomputadores. Modelos semelhantes usando memória magnética de linha de atraso surgiram no início da década de 1960. Essas máquinas, no entanto, foram essencialmente projetadas como pequenos mainframes, usando um chassi personalizado e muitas vezes suportando apenas periféricos da mesma empresa. Por outro lado, as máquinas que ficaram conhecidas como minicomputadores eram geralmente projetadas para caber em um chassi padrão e deliberadamente projetadas para usar dispositivos comuns, como o ASR 33.
Outra diferença comum era que a maioria das máquinas pequenas anteriores não era de "uso geral", pois foram projetadas para uma função específica, como controle de processos ou contabilidade. Nessas máquinas, a programação era geralmente realizada em sua linguagem de máquina personalizada, ou até mesmo codificada em uma placa de conexão, embora algumas usassem uma forma de BASIC.[carece de fontes?] A DEC escreveu, a respeito de seu PDP-5, que ele era "o primeiro minicomputador produzido comercialmente no mundo".  Ele atende à maioria das definições de "mini" em termos de potência e tamanho, mas foi projetado e construído para ser usado como um sistema de instrumentação em laboratórios, não como um computador de uso geral. Existem muitos exemplos semelhantes de pequenas máquinas de uso especial do início da década de 1960, incluindo o Ferranti Argus do Reino Unido e o UM-1NKh soviético.
O CDC 160, por volta de 1960, às vezes é apontado como um dos primeiros exemplos de minicomputador, pois era pequeno, transistorizado e (relativamente) barato. No entanto, seu preço básico de 100.000 dólares (equivalente a 989.201 dólares em 2022) e o chassi personalizado em forma de mesa o colocam na categoria de "sistema pequeno" ou "computador de médio porte", em oposição ao uso mais moderno do termo minicomputador. No entanto, ele continua sendo um forte candidato ao termo "primeiro minicomputador".

### Sucesso dos anos 60 e 70
A maioria das histórias da computação aponta para a introdução do PDP-8 de 12 bits da Digital Equipment Corporation (DEC) em 1964 como o primeiro minicomputador. Sem dúvida, parte disso se deve ao uso generalizado do termo pela DEC a partir de meados da década de 1960. Sistemas menores, incluindo os da DEC, como o PDP-5 e o LINC, já existiam antes disso, mas foi a combinação de tamanho pequeno, orientação para fins gerais e preço baixo do PDP-8 que o coloca firmemente dentro da definição moderna. Seu preço inicial de 18.500 dólares (equivalente a 171.794 dólares em 2022) o coloca em um segmento de mercado totalmente diferente dos exemplos anteriores, como o CDC 160.
Em termos contemporâneos, o PDP-8 foi um sucesso estrondoso, chegando a vender 50 mil exemplares. As versões subsequentes que usavam circuitos integrados de pequena escala reduziram ainda mais o custo e o tamanho do sistema. Seu sucesso levou a uma imitação generalizada e à criação de todo um setor de empresas de minicomputadores ao longo da Massachusetts Route 128, incluindo a Data General, a Wang Laboratories e a Prime Computer. Outros minicomputadores populares da época foram o HP 2100, o Honeywell 316 e o TI-990.
Os primeiros minis tinham uma variedade de tamanhos de palavras, sendo os sistemas de 12 e 18 bits da DEC exemplos típicos. A introdução e a padronização do conjunto de caracteres ASCII de 7 bits levaram à mudança para sistemas de 16 bits, sendo o Data General Nova, do final de 1969, uma entrada notável nesse espaço. No início da década de 1970, a maioria dos minis era de 16 bits, incluindo o PDP-11 da DEC. Por um tempo, "minicomputador" era quase sinônimo de "16 bits", já que as máquinas de mainframe maiores quase sempre usavam tamanhos de palavras de 32 bits ou maiores.
Com o aprimoramento do projeto de circuitos integrados, especialmente com a introdução dos circuitos integrados da série 7400, os minicomputadores ficaram menores, mais fáceis de fabricar e, consequentemente, mais baratos. Eles foram usados no controle de processos de fabricação, na comutação telefônica e no controle de equipamentos de laboratório. Na década de 1970, eles foram o hardware usado para lançar o setor de desenho assistido por computador (CAD) e outros setores semelhantes em que era necessário um pequeno sistema dedicado.
O boom da exploração sísmica mundial de petróleo e gás no início da década de 1970 viu o uso generalizado de minicomputadores em centros de processamento dedicados próximos às equipes de coleta de dados. O Raytheon Data Systems RDS 704 e, posteriormente, o RDS 500 foram predominantemente os sistemas escolhidos por quase todas as empresas de exploração geofísica e de petróleo.
No lançamento do MITS Altair 8800 em 1975, a revista Radio Electronics se referiu ao sistema como um "minicomputador", embora o termo microcomputador logo tenha se tornado comum para computadores pessoais baseados em microprocessadores de chip único. Naquela época, os microcomputadores eram máquinas de 8 bits, de usuário único e relativamente simples, que executavam sistemas operacionais simples de inicialização de programas, como o CP/M ou o MS-DOS, enquanto os minis eram sistemas muito mais potentes que executavam sistemas operacionais completos de multiusuário e multitarefa, como o VMS e o Unix.
A linha de produtos NonStop da Tandem Computers lançou seu primeiro computador de cluster totalmente tolerante a falhas em 1976.
Na mesma época, os minis começaram a aumentar de tamanho. Embora vários minis de 24 e 32 bits tenham entrado no mercado anteriormente, foi o VAX de 1977 da DEC, chamado de superminicomputador, ou supermini, que fez com que o mercado de minis migrasse em massa para arquiteturas de 32 bits. Isso proporcionou uma ampla margem de manobra, mesmo quando microprocessadores de 16 bits de chip único, como o TMS 9900 e o Zilog Z8000, surgiram no final da década de 1970. A maioria dos mini fornecedores introduziu seus próprios processadores de chip único com base em sua própria arquitetura e os utilizou principalmente em ofertas de baixo custo, concentrando-se em seus sistemas de 32 bits. Os exemplos incluem o PDP-8 de chip único Intersil 6100, DEC T-11 PDP-11, microNOVA e Fairchild 9440 Nova e TMS9900 TI-990.

### Declínio na década de 80 e 90
No início da década de 1980, o mercado de 16 bits praticamente desapareceu, pois os microprocessadores de 32 bits mais novos começaram a melhorar o desempenho. Os clientes que precisavam de mais desempenho do que esses microprocessadores ofereciam, em geral, já haviam migrado para sistemas de 32 bits nessa época. Mas não demorou muito para que esse mercado também começasse a ser ameaçado; o Motorola 68000 oferecia uma porcentagem significativa do desempenho de um mini típico em uma plataforma de desktop. Os verdadeiros processadores de 32 bits, como o National Semiconductor NS32016, o Motorola 68020 e o Intel 80386, vieram logo em seguida. Em meados da década de 1980, os microcomputadores de ponta ofereciam desempenho de computação igual ao dos minis de baixo e médio porte, e a nova abordagem RISC prometia níveis de desempenho muito superiores aos dos minis mais rápidos e até mesmo dos mainframes de ponta.
Tudo o que realmente separava os micros do mercado de minis era a capacidade de armazenamento e memória. Ambos começaram a ser abordados no final da década de 1980; 1 MB de RAM tornou-se típico por volta de 1987, os discos rígidos de desktop ultrapassaram rapidamente a faixa de 100 MB em 1990 e a introdução de rede de área local  (LAN) baratos e fáceis de implantar proporcionou soluções para quem procurava sistemas multiusuário. A introdução das máquinas de estação de trabalho abriu novos mercados para sistemas baseados em gráficos que os minis voltados para terminais não conseguiam atender. Os minis mantiveram sua força para aqueles que usavam produtos de software existentes ou que precisavam de multitarefa de alto desempenho, mas a introdução de sistemas operacionais mais novos baseados em Unix começou a se tornar um substituto altamente prático para essas funções também.
Os mini fornecedores começaram a desaparecer rapidamente durante esse período. A Data General reagiu às mudanças no mercado concentrando-se totalmente no mercado de servidores de arquivos de alto desempenho, assumindo uma função em grandes LANs que parecia resiliente. Isso não durou muito; o Novell NetWare rapidamente empurrou essas soluções para funções de nicho, e as versões posteriores do Microsoft Windows fizeram o mesmo com a Novell. Em vez disso, a DEC decidiu entrar no espaço dos computadores de grande porte, lançando o mainframe VAX 9000 em 1989, mas ele foi um fracasso no mercado e desapareceu depois de quase nenhuma venda. Em seguida, a empresa tentou entrar nos mercados de estações de trabalho e servidores com o DEC Alpha, mas já era tarde demais para salvar a empresa, que acabou vendendo seus restos mortais para a Compaq em 1998. No final da década, todos os fornecedores clássicos haviam desaparecido; a Data General, a Prime, a Computervision, a Honeywell e a Wang faliram, fundiram-se ou foram compradas.
Atualmente, apenas algumas arquiteturas proprietárias de minicomputadores sobrevivem. O sistema operacional IBM System/38, que introduziu muitos conceitos avançados, continua vivo com o AS/400 da IBM. A IBM fez grandes esforços para permitir que os programas originalmente escritos para o IBM System/34 e System/36 fossem transferidos para o AS/400. Depois de ser rebatizada várias vezes, a plataforma AS/400 foi substituída pelo IBM Power Systems que executa o IBM i. Em contrapartida, as arquiteturas de computação proprietárias concorrentes do início dos anos 80, como o VAX da DEC, o Wang VS e o HP 3000 da Hewlett-Packard, foram descontinuadas há muito tempo sem um caminho de atualização compatível. O OpenVMS é executado nas arquiteturas de CPU HP Alpha e Intel IA-64 (Itanium).
A Tandem Computers, especializada em computação confiável em larga escala, foi adquirida pela Compaq em 1997 e, em 2001, a entidade combinada se fundiu com a Hewlett-Packard. A linha de produtos NonStop baseada em kernel foi reportada de processadores MIPS para processadores baseados em Itanium com a marca 'HP Integrity NonStop Servers'. Como na migração anterior de máquinas de pilha para microprocessadores MIPS, todo o software do cliente foi transferido sem alterações de código-fonte. O Integrity NonStop continua a ser a resposta da HP para as necessidades extremas de dimensionamento de seus maiores clientes. O sistema operacional NSK, agora denominado NonStop OS, continua como o ambiente de software básico para os servidores NonStop e foi ampliado para incluir suporte a Java e integração com ferramentas de desenvolvimento populares, como Visual Studio e Eclipse. Mais tarde, a Hewlett-Packard se dividiria em HP e Hewlett-Packard Enterprise. Os produtos NonStop e os produtos DEC seriam então vendidos pela HPE.